# Gian Luca Cavaliere
Gian Luca Cavaliere (Torino, 11 giugno 1971) è un hockeista su slittino italiano.

## Carriera
Tra i pionieri della disciplina in Italia, Cavaliere ha disputato cinque edizioni dei giochi paralimpici invernali: Torino 2006, Vancouver 2010, Sochi 2014, Pyeongchang 2018 (col quarto posto finale) e Pechino 2022. Ha disputato anche numerose edizioni dei mondiali (miglior risultato il 5º posto nel 2017), oltre ad aver fatto parte della squadra che vinse l'oro europeo nel 2011 e l'argento cinque anni dopo. Era presente anche agli europei di Zlín 2005, esordio degli azzurri in un torneo internazionale.
Degli azzurri è divenuto il capitano dopo il ritiro di Andrea Chiarotti.
Nato in Piemonte, vive in Provincia di Trento e gioca per la selezione altoatesina, le South-Tyrol Eagles. Nella stagione 2022-2023 ha giocato, oltre che con le Eagles, anche alcuni incontri in prestito con l'Armata Brancaleone Varese (due in campionato ed una in coppa Italia), mentre nella stagione successiva ha fatto lo stesso coi Tori Seduti Torino.

## Palmarès

### Club
- Campionato italiano di hockey su slittino: 17

South-Tyrol Eagles: 2007-2008, 2008-2009, 2009-2010, 2010-2011, 2011-2012, 2013-2014, 2014-2015, 2015-2016, 2016-2017, 2017-2018, 2018-2019, 2019-2020, 2020-2021, 2021-2022, 2022-2023, 2023-2024, 2024-2025
- Coppa Italia/Trofeo Andrea Chiarotti: 5

South-Tyrol Eagles: 2017-2018, 2019-2020, 2020-2021, 2022, 2023

### Nazionale

#### Campionati europei
- Sollefteå 2011
- Östersund 2016